# Кураніпе
Кураніпе (ісп. Curanipe) — містечко в Чилі, адміністративний центр муніципалітету Пельюуе в провінції Каукенес, VII Регіон Мауле. Місто є популярним серед місцевих мешканців морським курортом та невеликим протом. Кураніпе істотно постражджало від землетрусу 27 лютого 2010 року, епіцентр якого лежав в Тихому океані за 8 км на захід від містечка.